# Маундеров минимум
Маундеров минимум је име периода између 1645. и 1715, када је било веома мало сунчаних пега. Период је добио име по чувеном истраживачу сунчане активности Едварду Маундеру. Током 30 година, колико је трајао Маундеров минимум астрономи су пребројали само 50 сунчаних пега у целом периоду. Тај период се подудара са Малим леденим добом. Активност сунчаних пега повезана је са сунчевим ветром, који се опет интерише са магнетским пољем Земље.

## Опажања сунчаних пега
Маундеров минимум је био између 1645. и 1715.
Бројеви пега током сваких 10 година од 1610. до 1681. су:
| Декада | Сунчаних пега |
| ------ | ------------- |
| 1610.  | 9             |
| 1620.  | 6             |
| 1630.  | 9             |
| 1640.  | 2             |
| 1650.  | 3             |
| 1660.  | 1             |
| 1670.  | 0             |
| 1680.  | 1             |

За време минимума било је ипак довољно пега да би се могао екстраполирати редовни 11-годишњи максимум сунчане активности.
Максимуми активности током Маундерова минимума забележени су 1674, 1684, 1695, 1705, 1716. Активност пега је била концентрисана на јужној хемисфери Сунца, сем у последњем циклусу кад је примећена и на северној хемисфери Сунца.
Према Шпереровом закону на почетку циклуса пјеге се појављују на нижим ширинама око 30° до 45°, све док не дођу до 15° за време максималне активности. Видљивост тих пега зависи од брзине ротације Сунца на различитим ширинама.
| Сунчана ширина | Период ротације (дани) |
| -------------- | ---------------------- |
| 0°             | 24.7                   |
| 35°            | 26.7                   |
| 40°            | 28.0                   |
| 75°            | 33.0                   |

## Мало ледено доба
Маундеров минимум се подудара са средином најхладнијег дела малог леденог доба, када су биле јако оштре зиме у Европи и Северној Америци. О узрочној вези сунчаних пега и хладних зима воде се дебате.

## Друга опажања
Нижа сунчана активност за бреме Маундеровог минимума утецала је и на износ космичког зрачења, које долази до Земље. Дошло је до промене у производњи радиоактивног угљеника -14. Истраживања заснована на мерењу старости помоћу радиоактивнога угљеника била су непрецизна, док тај ефекат није узет у обзир. Соларна активност утицала је и на производњу берилијума 10, тако да промене тога изотопа показују јачину сунчане активности.
Анализом радиоактивног угљеника у годовима дрвећа и у слојевима леда показује се такође Шпереров минимум (1450—1540) и нешто слабије Далтонов минимум (1790—1820).
Укупно је било 18 минимума сунчаних пега у последњих 8.000 година, а проучавања показаују да се Сунце четвртину времена налази у минимумима. У једном недавном раду базираном на анализи претпоставља се да је Сунце успорено ротирало за време дубоког Маундеровог минимума (1666—1700).